# سوتروم
سوتروم (به آلمانی: Sottrum) یک شهر در آلمان است که در Sottrum واقع شده‌است. سوتروم ۶٬۰۴۰ نفر جمعیت دارد.